# Ooencyrtus blastothricoide
Ooencyrtus blastothricoide är en stekelart som beskrevs av De Santis 1988. Ooencyrtus blastothricoide ingår i släktet Ooencyrtus och familjen sköldlussteklar. Inga underarter finns listade i Catalogue of Life.